# Marthe Maeren
Marthe Maeren is het pseudoniem van Bernadette Demeulenaere (Knokke, 1958). Ze is een Vlaamse advocate en thrillerauteur.
Maeren studeerde rechten en criminologie in Gent en consumentenrecht in Stockholm. Voor haar doctoraat bestudeerde ze de (on)toegankelijkheid van de Belgische rechtbanken. Sinds 1986 is ze advocate aan de balie te Gent; in 1992 werd ze vennoot van een groot advocatenkantoor. Maeren is de eerste legal thrillerauteur in Vlaanderen.
Dode letter (2004) is Maerens debuut als misdaadauteur. In 2006 verscheen Dode hand, haar tweede advocatenthriller. Hierin schetst Maeren een beeld van het Belgische gerecht en de verborgen mechanismen die de werking ervan beïnvloeden. In het voorjaar van 2008 verscheen De erfenis van Himmler, het derde verhaal in de Frieda Degraeve-reeks. In 2010 volgde het vierde verhaal in de reeks: Schedelkraker.
De vijfde misdaadroman van Marthe Maeren, met de titel God is een vrouw, verscheen in oktober 2012. Het is de eerste echte reli-thriller in Vlaanderen, waarin Marthe Maeren een aantal fundamentele vragen stelt.